# Anablepsoides
Anablepsoides là một chi của họ Rivulidae

## Các loài
Có 50 loài trong chi này
- Anablepsoides amanan (W. J. E. M. Costa & Lazzarotto, 2008)
- Anablepsoides amphoreus (Huber, 1979)
- Anablepsoides atratus (Garman, 1895)
- Anablepsoides bahianus (Huber, 1990)
- Anablepsoides beniensis (G. S. Myers, 1927)
- Anablepsoides bondi (L. P. Schultz, 1949)
- Anablepsoides cajariensis (W. J. E. M. Costa & De Luca, 2011)
- Anablepsoides caurae (Radda, 2004)
- Anablepsoides cearensis (W. J. E. M. Costa & Vono, 2009)
- Anablepsoides christinae (Huber, 1992)
- Anablepsoides cryptocallus (Seegers, 1980)
- Anablepsoides deltaphilus (Seegers, 1983)
- Anablepsoides derhami (Fels & Huber, 1985)
- Anablepsoides elongatus (Fels & de Rham, 1981)
- Anablepsoides erberi (Berkenkamp, 1989)
- Anablepsoides gamae W. J. E. M. Costa, Bragança & Amorim, 2011[4]
- Anablepsoides gaucheri (Keith, Nandrin & Le Bail, 2006)
- Anablepsoides hartii (Boulenger, 1890) (Hart's rivulus)
- Anablepsoides henschelae W. J. E. M. Costa, Bragança & Amorim, 2011[4]
- Anablepsoides holmiae (C. H. Eigenmann, 1909)
- Anablepsoides igneus (Huber, 1991)
- Anablepsoides immaculatus (Thomerson, Nico & Taphorn, 1991)
- Anablepsoides intermittens (Fels & de Rham, 1981)
- Anablepsoides iridescens (Fels & de Rham, 1981)
- Anablepsoides jari W. J. E. M. Costa, Bragança & Amorim, 2011[4]
- Anablepsoides jucundus (Huber, 1992)
- Anablepsoides lanceolatus (C. H. Eigenmann, 1909)
- Anablepsoides limoncochae (Hoedeman, 1962)
- Anablepsoides lineasoppilatae Valdesalici & I. Schindler, 2013[5]
- Anablepsoides lungi (Berkenkamp, 1984)
- Anablepsoides mazaruni (G. S. Myers, 1924)
- Anablepsoides micropus (Steindachner, 1863)
- Anablepsoides monticola (Staeck & I. Schindler, 1997)
- Anablepsoides ophiomimus (Huber, 1992)
- Anablepsoides ornatus (Garman, 1895)
- Anablepsoides ottonii W. J. E. M. Costa, Bragança & Amorim, 2011[4]
- Anablepsoides parlettei (Valdesalici & I. Schindler, 2011)
- Anablepsoides peruanus (Regan, 1903)
- Anablepsoides roraima W. J. E. M. Costa, Bragança & Amorim, 2011[4]
- Anablepsoides rubrolineatus (Fels & de Rham, 1981)
- Anablepsoides speciosus (Fels & de Rham, 1981)
- Anablepsoides stagnatus (C. H. Eigenmann, 1909)
- Anablepsoides taeniatus (Fowler, 1945)
- Anablepsoides tessellatus (Huber, 1992)
- Anablepsoides tocantinensis (W. J. E. M. Costa, 2010)
- Anablepsoides urubuiensis W. J. E. M. Costa, 2013[3]
- Anablepsoides urophthalmus (Günther, 1866)
- Anablepsoides waimacui (C. H. Eigenmann, 1909)
- Anablepsoides xanthonotus (C. G. E. Ahl, 1926)
- Anablepsoides xinguensis (W. J. E. M. Costa, 2010)